# Abborrberget
Abborrberget – miejscowość (tätort) w Szwecji, w regionie administracyjnym (län) Södermanland, w gminie Strängnäs.
Według danych Szwedzkiego Urzędu Statystycznego liczba ludności wyniosła: 2324 (31 grudnia 2015), 2655 (31 grudnia 2018) i 2948 (31 grudnia 2019).